# Peugeot Type 4
La Type 4 fu un'autovettura prodotta in unico esemplare dalla Peugeot nel 1892.

## Profilo
Se le autovetture dell'epoca erano oggetti per pochissimi, la Peugeot Type 4 del 1892 era addirittura un pezzo unico: realizzata su misura appositamente per il Bey di Tunisi, Alì III Beyen, ossia la carica più alta dopo il sultano. Egli fu governatore della città di Tunisi, all'epoca dell'impero ottomano, ancora esistente, e durante il protettorato francese della città stessa. Ovviamente oggigiorno il valore di tale vettura è inestimabile. Realizzata sulla base delle Type 2 e Type 3, dalla prima venne ripreso il telaio con il medesimo passo di 1.4 m, mentre dalla seconda venne ripresa la scocca a 4 posti, debitamente modificata per poter essere montata sul telaio tubolare della Type 2. Da qui, poi, si procedette a tutta una serie di affinamenti e migliorie piuttosto sostanziosi, volti a soddisfare il gusto dell'acquirente. Venne montata una capote in tessuto decorata con motivi floreali; allo stesso modo e con gli stessi motivi venne completamente decorata anche la scocca in legno, a tal punto che la vettura venne soprannominata Marguerite. Inoltre venne montato un nuovo motore, vale a dire un bicilindrico a V da 1026 cm³ in grado di erogare fino a 4 CV di potenza massima a 1000 giri/min. Infine, vennero allargate le carreggiate, da 1.15 della Type 3 a 1.21 ed 1.23 m, rispettivamente per l'avantreno ed il retrotreno. Nonostante il passo accorciato, la vettura era lunga 2.62 m, 12 cm in più rispetto alla contemporanea Type 3. La velocità massima era di 25 km/h.